# Carl Vinson (Schiff)
Die Carl Vinson, auch USS Carl Vinson (Kennung: CVN-70), ist ein Flugzeugträger der Nimitz-Klasse der United States Navy. Das nach dem langjährigen Kongressabgeordneten Carl Vinson benannte Schiff wurde zwischen 1975 und 1980 gebaut und 1982 in Dienst gestellt. Es befindet sich derzeit im aktiven Dienst.

## Technik
Die Carl Vinson ist an der Wasserlinie 317 Meter lang und 40,8 Meter breit. Die maximale Länge beträgt 333 Meter, die maximale Breite des Flugdecks 76,8 Meter. Bei einer Verdrängung von rund 97.000 tn.l. beträgt der Tiefgang 12,5 Meter. Der Antrieb des Trägers erfolgt durch zwei Druckwasserreaktoren vom Typ A4W, die vier General-Electric-Dampfturbinen antreiben. Die Turbinen übertragen ihre Leistung an vier fünfblättrige Propeller. Die Gesamtleistung des Antriebs beträgt rund 209 MW und ermöglicht dem Schiff eine Höchstgeschwindigkeit von weit über 30 Knoten.
Der Flugzeugträger bietet Platz für bis zu 85 Luftfahrzeuge, mit denen das an Bord stationierte Carrier Air Wing ausgerüstet ist. Das Geschwader setzt sich aus Jagdflugzeugen und Jagdbombern sowie Tank-, Aufklärungs- und U-Jagdflugzeugen zusammen, dazu kommen bis zu 10 Hubschrauber.
Die Bewaffnung der Carl Vinson ist rein defensiv, sie verfügt lediglich über Waffen zur Nahbereichsverteidigung. Derzeit befinden sich zwei Mk 57 Mod3 Sea-Sparrow-Starter und zwei RAM-Starter an Bord.

## Name und Insigne

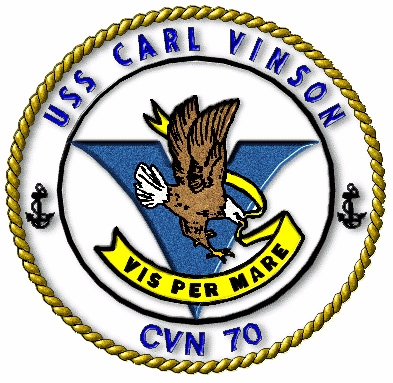
Insigne

Die USS Carl Vinson ist der erste Flugzeugträger der United States Navy, der nach einer zum Zeitpunkt des Stapellaufs noch lebenden Person benannt wurde. Carl Vinson, von 1914 bis 1965 Abgeordneter des Bundesstaats Georgia im Repräsentantenhaus der Vereinigten Staaten, war lange Zeit Vorsitzender des House Naval Affairs Committee und des House Armed Services Committee und damit verantwortlich für die Aufrüstung der US-Marine. Vinson gilt als Vater der modernen US-Marine, er war maßgeblich an der Aufrüstung der Navy vor dem Zweiten Weltkrieg im Rahmen des Two-Ocean Navy Act beteiligt, ebenso war er ein starker Befürworter des Baus von nukleargetriebenen Schiffen zu Beginn des Kalten Krieges.
Das Insigne der USS Carl Vinson zeigt einen Weißkopfseeadler, das Wappentier der Vereinigten Staaten. Der Adler trägt in seinem Schnabel ein Banner mit der Aufschrift „Vis per mare“ (Stärke aus der See), seine Flügel sind emporgestreckt. Der Adler fliegt vor einem blauen V, der Initiale des Namensgebers. Das V symbolisiert auch den Rumpf des Schiffes aus der Vorderansicht. Auf dem Rand des Insignes befinden sich der Name und die Kennung des Schiffes.

## Geschichte

### Bau und Indienststellung

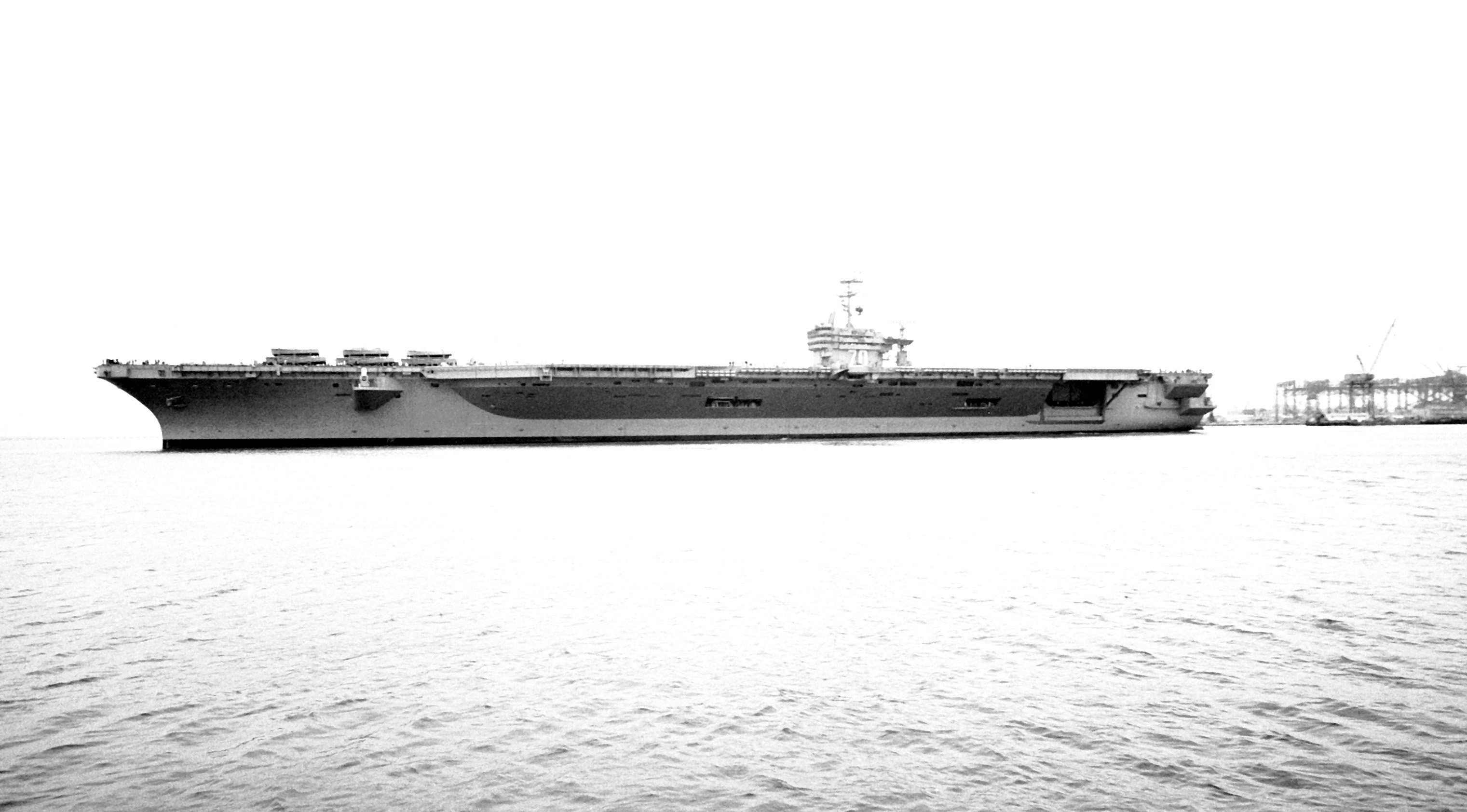
Die Carl Vinson zwei Tage nach Indienststellung am 15. März 1982

Der Bauauftrag für die Carl Vinson erging am 5. April 1974 an Newport News Shipbuilding in Newport News, Virginia. Die Kiellegung erfolgte am 11. Oktober 1975, die Schiffstaufe fand am 15. März 1980 in Anwesenheit des Namensgebers statt. Getauft wurde die Carl Vinson durch Molly Snead, eine langjährige Freundin des Kongressabgeordneten und Pflegerin seiner Frau. Am 26. Februar 1982 wurde der Träger an die US-Marine übergeben und am 13. März 1982 unter dem Kommando von Captain Richard Martin feierlich in Dienst gestellt. Am 18. März verließ der Träger Norfolk zu einer ersten Erprobungsfahrt, diese dauerte bis zum 2. April. Nach einer weiteren Probefahrt von Mitte April bis Juni, bei der mehrere Häfen in der Karibik besucht wurden, ging der Träger am 2. August zu Nachbesserungsarbeiten in Newport News ins Dock.

### 1980er Jahre
Nach Abschluss der Werftarbeiten im Dezember 1982 erfolgten weitere Probefahrten, bis die Carl Vinson am 1. März 1983 zur ersten Einsatzfahrt aufbrach. Mit dem Carrier Air Wing Fifteen an Bord verließ sie Norfolk zu einer Weltumrundung. Im April 1983 nahm sie an mehreren Manövern im Mittelmeer teil, Anfang Mai umfuhr sie dann das Kap der Guten Hoffnung. Nach Manövern im Arabischen Meer, Hafenbesuchen in Australien und Einsätzen vor Korea lief der Träger am 29. Oktober 1983 unter der Golden Gate Bridge hindurch in die Bucht von San Francisco, wo er in Alameda, seinem neuen Heimathafen, festmachte. 1984 nahm die Carl Vinson an mehreren Manövern vor der US-Westküste teil, unter anderem am RIMPAC 84. Im Oktober und November folgte dann die FleetEx 85, an dem auch die Flugzeugträger Midway und Enterprise beteiligt waren. Nach Abschluss des Manövers lief der Träger im Dezember via Yokosuka nach Subic Bay, wo er am 24. Dezember eintraf. Im Januar 1985 löste die Carl Vinson die Independence auf ihrem Posten im Indischen Ozean ab. Aufgabe des Trägers war die Sicherung des Seegebiets vor dem Persischen Golf in der durch den Iran-Irak-Krieg angespannten Situation. Die Carl Vinson wurde am 18. April von der Constellation abgelöst und lief über Australien und die Philippinen zurück nach Kalifornien, wo sie am 24. Mai eintraf. Bis Jahresende war die Carl Vinson an mehreren Übungen vor der US-Westküste beteiligt.

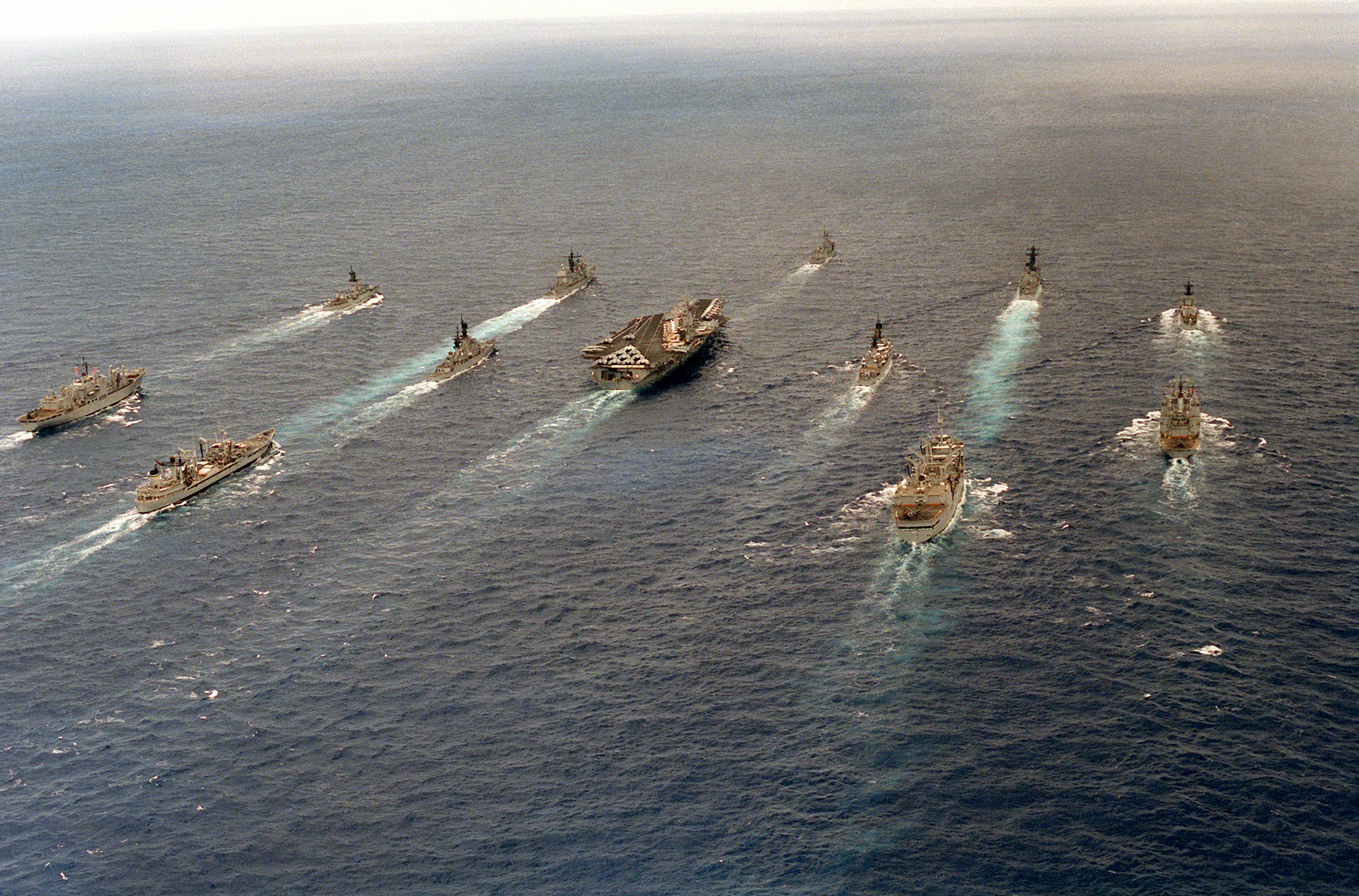
Battle Group Charlie um die Carl Vinson im Dezember 1986

Vom 27. Mai bis zum 18. Juni 1986 war der Träger am RIMPAC-86-Manöver beteiligt, im August folgte dann ein Einsatz im Nordpazifik und der Beringsee. Nachdem der Air Wing in Korea und Japan mit scharfer Munition geübt hatte, lief die Carl Vinson Ende September wieder in den Indischen Ozean, wo sie an mehreren Manövern teilnahm. Ende November lief der Träger in Diego Garcia ein. Die Weihnachtstage 1986 verbrachte der Träger im Hafen vom Fremantle, Australien. Nach einem Hafenbesuch in Singapur vom 5. bis zum 10. Januar 1987 nahm die Carl Vinson an mehreren Manövern in der Beringsee teil, am 5. Februar lief sie wieder in Alameda ein. Am 24. März ging der Träger im Hunter’s Point Naval Shipyard ins Trockendock, die Überholung dauerte bis zum 2. Juli. Nach erfolgreicher Erprobungsfahrt am 26. August war der Flugzeugträger an mehreren Manövern vor der kalifornischen Küste beteiligt. Nach mehreren Manövern vor der kalifornischen Küste in der ersten Jahreshälfte 1988 setzte die Carl Vinson am 15. Juni Kurs auf den Westpazifik. Am 28. Juli löste sie die Forrestal auf ihrer Position im nördlichen Arabischen Meer ab. Am 4. September lief der Träger in die Straße von Hormus, um die Operation Earnest Will zu unterstützen. Nach einem kurzen Hafenbesuch in Mombasa Anfang Oktober kehrte der Träger ins Arabische Meer zurück, wo er am 29. Oktober von seinem Schwesterschiff Nimitz abgelöst wurde. Nach Zwischenstopps in Thailand, Subic Bay und Hawaii lief die Carl Vinson am 16. Dezember in die Bucht von San Francisco ein. 1989 nahm der Träger an mehreren Manövern teil, so im September vor Alaska und Oktober vor Korea, wo das PACEX-Manöver stattfand, die größte Militärübung seit dem Zweiten Weltkrieg.

### 1990er Jahre

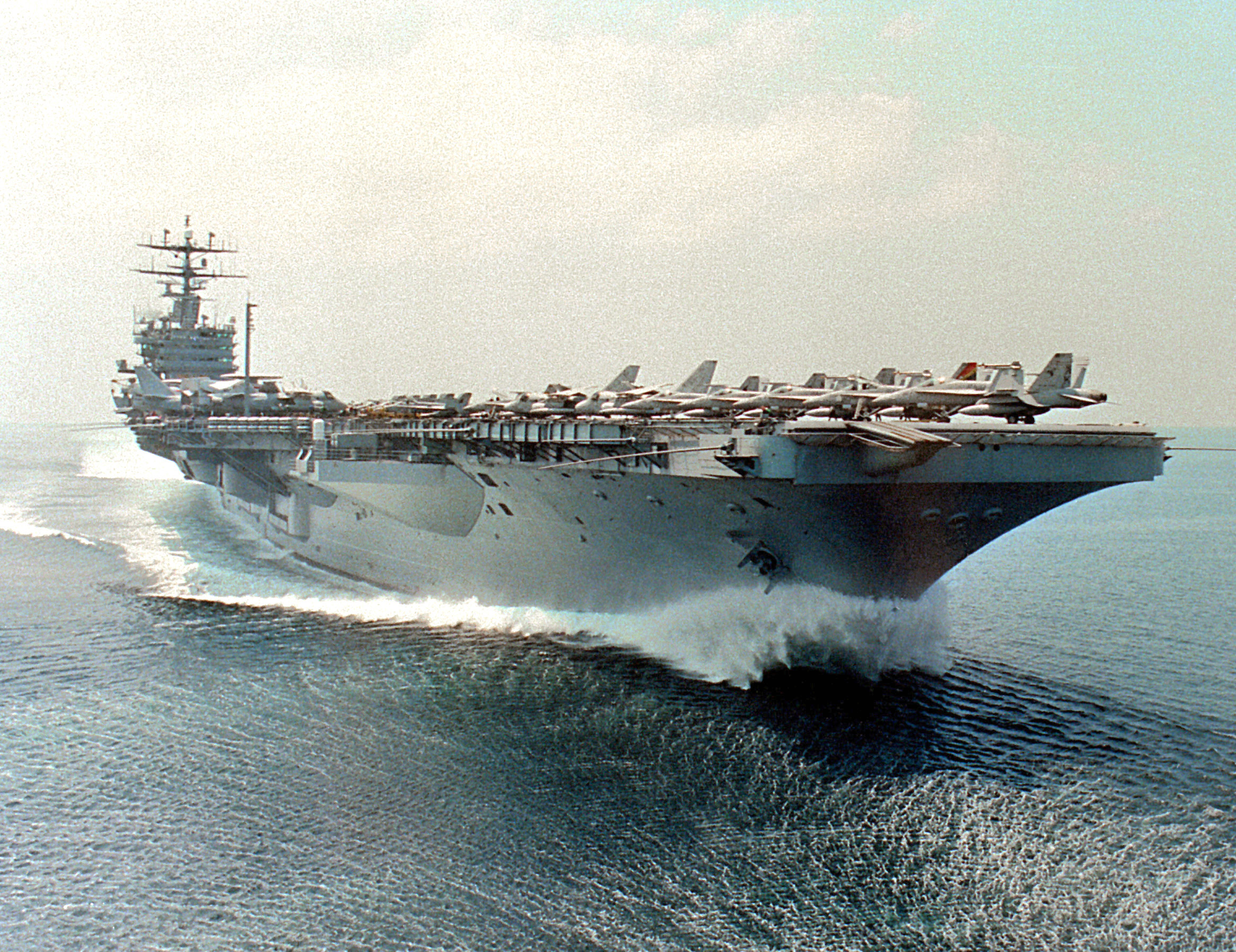
Die Carl Vinson im Oktober 1993 vor der kalifornischen Küste

Am 1. Februar 1990 verließ die Carl Vinson Alameda in Richtung Westpazifik. Nach einem Aufenthalt in Pearl Harbor am 15. Februar nahm der Träger vom 26. Februar bis zum 18. März am Team-Spirit-Manöver vor Korea teil. Im April folgte ein Manöver mit den Streitkräften Singapurs. Am 23. April begann der fünfte Einsatz der Carl Vinson im Indischen Ozean. Während des Einsatzes, der bis zum 1. Juni dauerte, nahm der Träger an mehreren Manövern mit Anrainerstaaten teil. Am 12. Juni lief der Flugzeugträger zu einem sechstägigen Hafenaufenthalt in Fremantle ein. Nach weiteren Manövern mit der Royal Australian Navy erreichte die Carl Vinson am 28. Juni Subic Bay, von wo aus sie am 1. Juli über Hongkong und Pearl Harbor nach San Diego fuhr, wo am 29. Juli der Air Wing von Bord ging. Am 31. Juli legte der Träger in Alameda an, am 15. September setzte er kurs auf seinen neuen Heimathafen Bremerton im US-Bundesstaat Washington, wo er zwei Tage später eintraf. Am 29. September wurde die Carl Vinson im Trockendock 6 des Puget Sound Naval Shipyard eingedockt. Während der folgenden zwei Jahre wurde die Carl Vinson für rund 300 Millionen US-Dollar gründlich überholt und modernisiert. Nach dem Verlassen des Trockendocks am 15. November 1991 gingen die Arbeiten bis Ende März 1993 an der Pier der Werft weiter. Mitte April verlegte der Träger zurück nach Alameda, anschließend begannen erste Erprobungsfahrten vor der kalifornischen Küste. Im Dezember nahm der Träger zum ersten Mal seit Abschluss der Überholung an einem Manöver vor der kalifornischen Küste teil. Am 17. Februar 1994 verließ die Carl Vinson in Richtung Yokosuka, wo sie am 11. März eintraf. Nach einem Hafenbesuch in Hongkong im März traf der Träger am 16. April in seinem Operationsgebiet im Persischen Golf ein, wo er als Teil der US-Flotte im Rahmen der Operation Southern Watch die Flugverbotszonen über dem südlichen Irak sicherte. Die Carl Vinson verließ den persischen Golf am 19. Juni und kehrte nach Hafenbesuchen in Fremantle und Hobart im Juli via Pearl Harbor am 14. August in San Diego zurück. Nach weiteren Übungen vor Südkalifornien erreichte der Träger am 2. Oktober seinen Heimathafen.
Im Mai 1996 verließ die Carl Vinson die US-Küste Richtung Persischer Golf, wo sie an der Überwachung der irakischen Flugzonen (Operation Southern Watch) teilnahm. Außerdem beteiligte sie sich an der Angriffsmission Operation Desert Strike. Der Träger kehrte am 14. November in seinen Heimathafen zurück. 1997 wurde die Carl Vinson in Bremerton überholt. Im Juli 1998 nahm das Schiff an der Übung RIMPAC 98 teil, Anfang November folgte eine weitere Verlegung in den Golf, wo sich die Carl Vinson erneut an der Überwachung der Flugverbotszonen im Rahmen von Southern Watch beteiligte. Da jedoch die Spannungen am Golf stiegen, wurde ein Besuch Australiens abgesagt, die Vinson direkt in den Golf geschickt. Dort angekommen nahm die Gruppe um den Träger in Operation Desert Fox wieder an einem Angriff auf irakische Bodenstellungen teil, beteiligt waren sowohl die Schiffe Princeton und Fitzgerald aus der Kampfgruppe als auch Flugzeuge der Vinson. Auch während der folgenden Durchsetzung der Flugverbotszonen starteten regelmäßig Trägerflugzeuge – während der Verlegung insgesamt fast 8700 Mal. Der Flugzeugträger verließ den Golf am 22. März 1999 und kehrte über Fremantle und Hobart nach Bremerton zurück, wo er am 6. Mai eintraf. Von Juli 1999 bis Juni 2000 wurde die Carl Vinson im Puget Sound Naval Shipyard für 230 Millionen US-Dollar im Trockendock überholt.

### 2000er Jahre
2001 verließ die Vinson ihren Heimathafen Bremerton, um im Persischen Golf Operation Southern Watch zu unterstützen, also wiederum die Flugverbotszonen über dem Irak zu überwachen. Nach den Terroranschlägen am 11. September 2001 wurde jedoch der Einsatzplan geändert. Die Vinson wurde ins Arabische Meer geschickt, von wo aus die ersten Angriffe auf Afghanistan im Rahmen der Operation Enduring Freedom geflogen wurden. Anfang 2002 erreichte der Träger die US-Westküste, wo er für den Rest des Jahres in die Werft ging. Im Februar 2003 verlegte die Carl Vinson wieder. Während ein Großteil der US-Streitkräfte an Operation Iraqi Freedom und Enduring Freedom teilnahmen, fuhr die Vinson im Westpazifik, um dort Präsenz zu zeigen, absolvierte zahlreiche Hafenbesuche und nahm an Übungen teil.

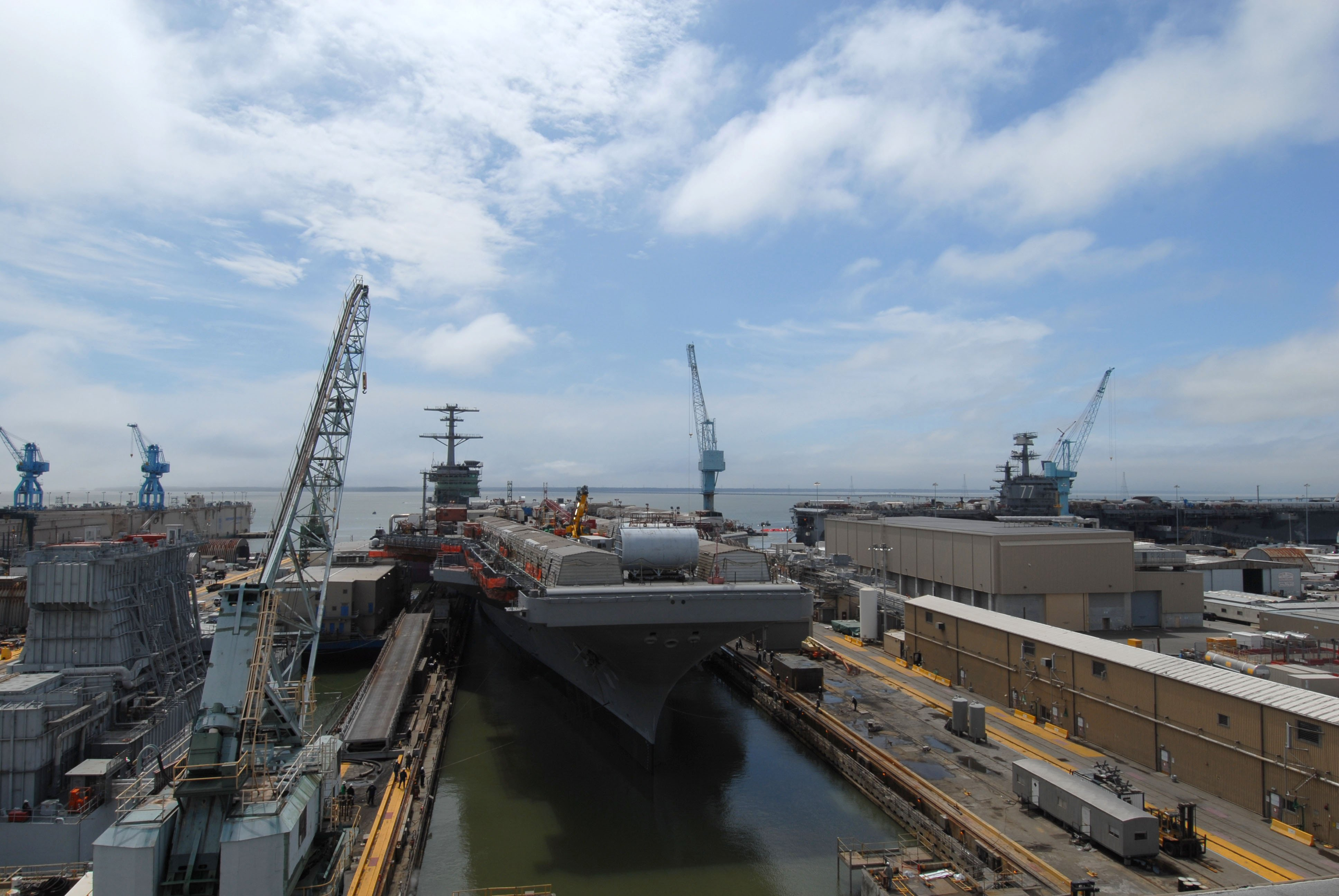
Vinson während der RCOH in der Werft

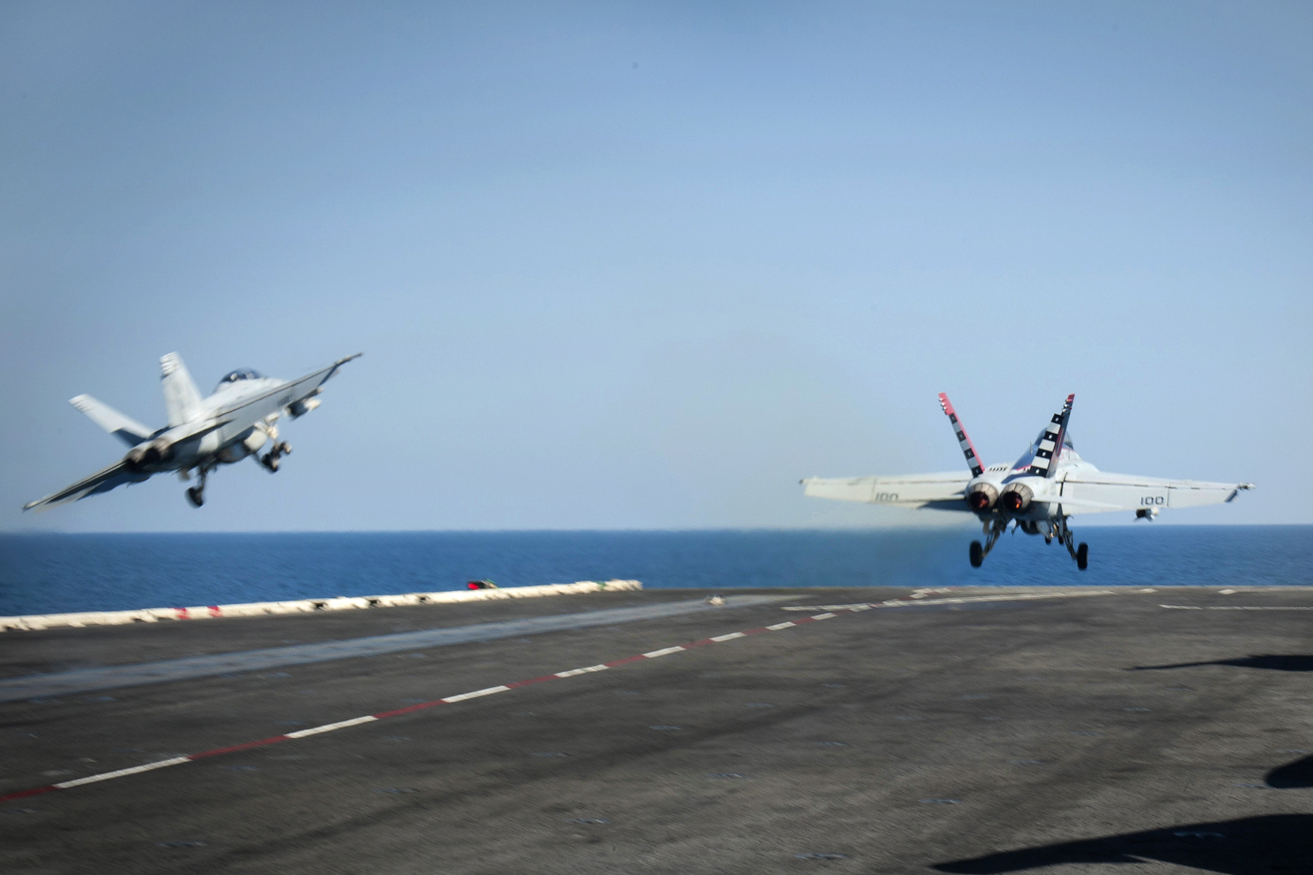
Zwei F/A-18F Super Hornets beim Abheben vom Flugdeck der Carl Vinson (CVN-70) im Oktober 2014

Nach lokalen Operationen im Jahr 2004 verlegte der Träger 2005 wieder; Ziel sollte Norfolk sein, wo eine Überholung auf dem Programm stand. Im März erreichte das Schiff den Persischen Golf, von wo aus die Flugzeuge im Rahmen von Iraqi Freedom Stellungen im Irak angriffen. Nach über 6500 durchgeführten Starts wurde die Vinson im Juli aus dem Golf abgezogen und fuhr durch den Suezkanal und das Mittelmeer an die US-Ostküste. Vom 11. November 2005 bis 11. Juli 2009 durchlief der Träger in seiner Bauwerft einen RCOH (Refueling and Complex Overhaul), eine Modernisierung mit Austausch der Brennstäbe des Atomantriebs. Die Kosten lagen bei über 3,1 Mrd. Dollar. Danach wird der neue Heimathafen des Schiffes San Diego (Kalifornien). Vor dem Werftaufenthalt war das Carrier Air Wing Nine (CVW-9) auf der Carl Vinson stationiert, ab 2010 soll dann das CVW-17 auf der Carl Vinson eingesetzt werden.

### 2010er Jahre
Anfang Januar 2010 verließ die Vinson Norfolk, um in den Pazifik zu wechseln. Nach dem schweren Erdbeben von Haiti wurde sie jedoch vor die Küste der Region um Port-au-Prince geschickt, um dort mit ihren Helikoptern Hilfsgüter an Land transportieren zu können. Ebenfalls wurde Trinkwasser bereitgestellt (die Entsalzungsanlage an Bord kann täglich bis zu 1,5 Millionen Liter Meerwasser entsalzen). Die Higgins und die Bunker Hill unterstützen den Flugzeugträger dabei. Am 1. Februar 2010 beendete die Vinson ihren Einsatz.
Nach Abschluss des humanitären Einsatzes vor Haiti setzte der Träger Kurs auf die Naval Station Mayport, von wo aus er am 8. Februar 2010 mit Kurs Süd auslief. Nach einem Hafenbesuch in Rio de Janeiro Ende Februar durchfuhr die Vinson Mitte März die Magellanstraße, besuchte Ende März Callao und lief am 12. April in ihren neuen Heimathafen San Diego ein. Im Laufe der zweiten Jahreshälfte 2010 nahm der Träger an mehreren Übungen und Manövern im Ostpazifik teil.
Im Nachgang der Operation Neptune’s Spear wurde der erschossene Terrorist Osama bin Laden am 2. Mai 2011 vom Deck der Carl Vinson aus im Arabischen Meer bestattet.
Am Veterans Day 2011 (11. November) fand auf dem Schiff ein Basketballspiel der Collegeliga NCAA statt. Vor 8111 Zuschauern, darunter Präsident Barack Obama mit seiner Frau Michelle, gewannen die North Carolina Tar Heels mit 67:55 gegen die Michigan State Spartans.
Am 9. Januar 2012 langte die Carl Vinson als erster von zwei Flugzeugträgern (vor der Abraham Lincoln) im Arabischen Meer an. Nach offiziellen Angaben löste sie lediglich die bereits im Dezember 2011 aus der Region abberufene John C. Stennis ab. Ein Zusammenhang mit der im Dezember 2011 angedrohten Sperrung der Straße von Hormus seitens des Iran wurde durch die US-Militärs nicht ausgeschlossen. Von Ende Oktober 2014 bis Ende März 2015 war die Carl Vinson an der Operation Inherent Resolve beteiligt.
Im April 2017 verließ die Carl Vinson mit einem Verband aus amerikanischen und japanischen Begleitschiffen Singapur. Man dachte, dass der Träger Kurs auf die koreanische Halbinsel nimmt. Am 19. April gab das Pazifikkomando bekannt, dass die Carl Vinson zuerst zur Nordküste von Australien lief, um dort an Manövern mit der australischen Marine teilzunehmen.

### 2020er Jahre
Im Jahr 2020 ging die Carl Vinson für eine 17 Monate dauernde Überholung in die Docks des Puget Sound Naval Shipyard. Nach Ende der Überholung erfolgt seit 2021 der erste operationelle Einsatz der Lockheed Martin F-35C durch die „Strike Fighter Squadron 147“ (VFA-147) der Carl Vinson.
Im Jahr 2024 nahm die Carl Vinson an den multinationalen Übung RIMPAC teil.

## Kommandanten
Kommandanten der USS Carl Vinson während ihrer Dienstzeit (Stand: 3. Juli 2024):
| Rang    | Name                        | Beginn der Berufung | Ende der Berufung |
| ------- | --------------------------- | ------------------- | ----------------- |
| Captain | Richard Lee Martin          | 13. März 1982       | 30. Juli 1983     |
| Captain | Thomas Alexander Mercer     | 30. Juli 1983       | 20. März 1986     |
| Captain | George Donoghue O’Brien, Jr | 20. März 1986       | 14. April 1989    |
| Captain | Doyle John Borchers II      | 14. April 1989      | 28. März 1992     |
| Captain | John Scott Payne            | 28. März 1992       | 7. Oktober 1994   |
| Captain | Larry Clifford Baucom       | 7. Oktober 1994     | 29. Januar 1997   |
| Captain | David Mark Crocker          | 29. Januar 1997     | 8. November 1999  |
| Captain | Bruce Waid Clingan          | 8. November 1999    | 6. Oktober 2001   |
| Captain | Richard Burton Wren         | 6. Oktober 2001     | 14. Mai 2004      |
| Captain | Kevin Michael Donegan       | 14. Mai 2004        | 5. Oktober 2006   |
| Captain | Walter Edward Carter Jr.    | 5. Oktober 2006     | 7. Juli 2009      |
| Captain | Bruce Hicks Lindsey         | 7. Juli 2009        | 2. Dezember 2011  |
| Captain | Kent David Whalen           | 2. Dezember 2011    | 1. September 2014 |
| Captain | Karl Owen Thomas            | 1. September 2014   | 31. Mai 2016      |
| Captain | Douglas Charles Verissimo   | 31. Mai 2016        | 11. Juni 2018     |
| Captain | Matthew C. Paradise         | 11. Juni 2018       | 24. Januar 2021   |
| Captain | Philip Scott Miller         | 24. Januar 2021     | 7. August 2023    |
| Captain | Matthew Christo Thomas      | 7. August 2023      | k. A.             |

## Zwischenfälle
Am 21. April 2017 stürzte eine F/A-18E beim Landeanflug in die Celebessee. Der Pilot konnte sich mit dem Schleudersitz retten und wurde mit einem Hubschrauber wieder an Bord gebracht.
Am 24. Januar 2022 kam es zu einem Landeunfall mit einer F-35C, es wurden acht Soldaten verletzt. Laut Angaben der US Navy rettete sich der Pilot mit dem Schleudersitz und wurde von einem Hubschrauber aus dem Wasser geborgen.